# Józsa Gábor (atléta)
Józsa Gábor (Budapest, 1983. augusztus 18. –) magyar maratonista olimpikon, atléta, tájfutó, terepfutó.

## Sportpályafutása

### Tájfutóként
Hatszoros magyar, egyéni, felnőtt bajnok.  (2005 - normáltáv, rövidtáv, 2006 - hosszútáv, 2009 - normáltáv, 2014 - normáltáv, 2015 - hosszútáv)  Az atlétika mellett tájfutó is a Törekvés színeiben. A 2003-as junior vb-n rövidtávon nem jutott a döntőbe, normáltávon kizárták. A 2004-es Főiskolás Világbajnokságon 14. lett rövidtávon. A 2004-es Európa-bajnokságon rövidtávon a 41., váltóban a magyar B csapattal a 29. helyen ért célba. A 2006-os tájfutó vb-n rövid- és középtávon kiesett a selejtezőben. Az Európa-bajnokságon rövidtávon 51., középtávon 84., váltóban 32. volt. A 2007-es tájfutó világbajnokságon rövid- és hosszútávon indult, de nem jutott a döntőbe. A 2014-es skóciai világbajnokságon döntőbe jutott, majd ott 41. volt.

### Atlétaként
Tízszeres magyar, egyéni, felnőtt magyar bajnok (5*maraton, 3*félmaraton, 1*10000m, 1*3000m fedett pálya), egyszeres felnőtt, csapat bajnok (maraton). Olimpiai 87. helyezett. (Rio de Janeiro - 2016 - 2:23:22)  A 2012-es mezeifutó Európa-bajnokságon 78. lett. 2013 januárjában a xiameni maratonon 15. volt. 2015 októberében a frankfurti maratonon elért idejével -az IAAF nevezési szint módosítása után- olimpiai kvótát szerzett. 2016 áprilisában a hamburgi Haspa maratonon egyéni csúcsot (2:16:53) futott. A 2016-os atlétikai Európa-bajnokságon félmaratonon 69. lett.
| Versenyszám       | Idő      |                |
| ----------------- | -------- | -------------- |
| 1500              | 3:58,14  | Veszprém, 2007 |
| 3000              | 8:37,36  | Budapest, 2006 |
| 3000 fedett pálya | 8:22,59  | Budapest, 2006 |
| 5000              | 14:18,67 | Veszprém, 2012 |
| 10000             | 30:03,68 | Budapest, 2014 |
| Félmaraton        | 66:21    | Budapest, 2013 |
| Maraton           | 2:16:53  | Hamburg, 2016  |

### Terepfutóként
A Mátrabérc trail első és egyetlen 5 órán belüli (4:57:46) teljesítője, pályacsúcstartója. 
A 2019-es Tour De Tirol győztese maratonon és összetettben.